# Jean Sérurier
Jean Mathieu Philibert Sérurier (Laon, 8 de Dezembro de 1742 – Paris, 21 de Dezembro de 1819) foi um militar francês. Participou nas Guerras revolucionárias francesas e nas Guerras Napoleónicas. Recebeu o título de Marechal do Império em 1804.